# Simón Rivero
Simón Gonzalo Rivero (Malagueño, 16 aprile 2003) è un calciatore argentino, centrocampista del Tigre in prestito dal Boca Juniors.

## Carriera
Rivero è cresciuto nel settore giovanile del Boca Juniors, con cui ha firmato un contratto professionistico il 1º ottobre 2022. Ha debuttao il giorno seguente nell'incontro di Primera División vinto 1-0 contro il Vélez Sarsfield.
Nel 2024 è passato in prestito zero all'Unión (SF).

## Statistiche

### Presenze e reti nei club
Statistiche aggiornate al 20 luglio 2025.
| Stagione        | Squadra         | Campionato      | Campionato | Campionato | Coppe nazionali | Coppe nazionali | Coppe nazionali | Coppe continentali | Coppe continentali | Coppe continentali | Altre coppe | Altre coppe | Altre coppe | Totale | Totale | Totale |
| Stagione        | Squadra         | Comp            | Pres       | Reti       | Comp            | Pres            | Reti            | Comp               | Pres               | Reti               | Comp        | Pres        | Reti        | Pres   | Reti   |        |
| --------------- | --------------- | --------------- | ---------- | ---------- | --------------- | --------------- | --------------- | ------------------ | ------------------ | ------------------ | ----------- | ----------- | ----------- | ------ | ------ | ------ |
| 2022            | Boca Juniors    | PD              | 2          | 0          | CA+CdL          | 0               | 0               | CL                 | -                  | -                  | TC+SA       | -           | -           | 2      | 0      |        |
| 2024            | Unión (SF)      | PD              | 23         | 1          | CA+CdL          | 0               | 0               | -                  | -                  | -                  | -           | -           | -           | 23     | 1      |        |
| 2025            | Tigre           | PD              | 1          | 0          | CA              | 0               | 0               | -                  | -                  | -                  | -           | -           | -           | 1      | 0      |        |
| Totale carriera | Totale carriera | Totale carriera | 26         | 1          |                 | 0               | 0               |                    | -                  | -                  |             | -           | -           | 26     | 1      |        |

## Palmarès

### Competizioni nazionali
- Campionato argentino: 1

Boca Juniors: 2022